# Archiválie

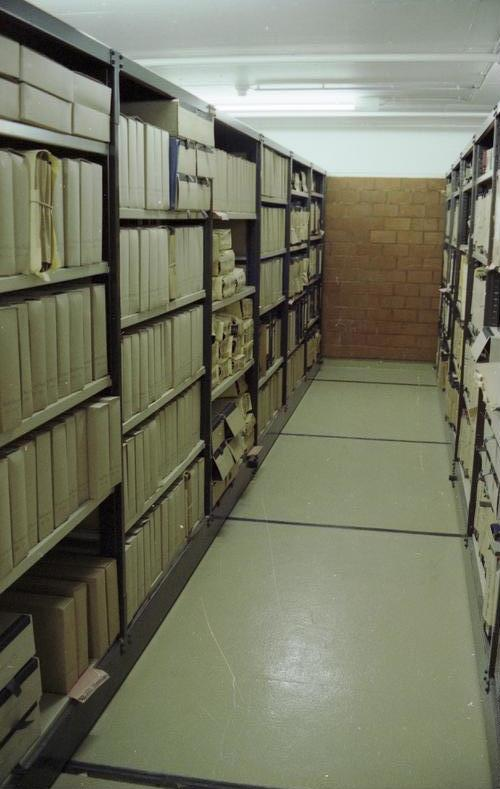
Uložení archiválií v německém Spolkovém archivu

Archiválie je dokument uchovávaný v archivu, tradičně obvykle písemnost, ale může to být vlastně jakékoliv datové médium. Současným českým archivním zákonem je definována jako takový „záznam, který byl vzhledem k době vzniku, obsahu, původu, vnějším znakům a trvalé hodnotě dané politickým, hospodářským, právním, historickým, kulturním, vědeckým nebo informačním významem vybrán ve veřejném zájmu k trvalému uchování a byl vzat do evidence archiválií; archiváliemi jsou i pečetidla, razítka a jiné hmotné předměty související s archivním fondem či s archivní sbírkou, které byly vzhledem k době vzniku, obsahu, původu, vnějším znakům a trvalé hodnotě dané politickým, hospodářským, právním, historickým, kulturním, vědeckým nebo informačním významem vybrány a vzaty do evidence.“ Proces výběru archiválií z písemné produkce původce se nazývá skartace. Dokumenty, ze kterých se stanou archiválie, jsou v Česku součástí Národního archivního dědictví a jsou chráněny státem.
Archiválie v archivu vytváří archivní fond nebo sbírku. Archiválie jsou v archivech uloženy jako knihovní jednotky, nebo jsou uloženy v kartonech. Objem archiválií se uvádí v běžných metrech (bm).